# Baretoa Village
Baretoa Village är en ort i Kiribati.   Den ligger i örådet Abemama och ögruppen Gilbertöarna, i den sydöstra delen av landet, 140 km sydost om huvudstaden Tarawa. Baretoa Village ligger 9 meter över havet och antalet invånare är 310.
Terrängen runt Baretoa Village är mycket platt.  Närmaste större samhälle är Tabiang Village, 10,5 km nordväst om Baretoa Village. 